# NAVi5
NAVi-5（ナビファイブ、New Advanced Vehicle with Intelligence 5-Speed）は、いすゞ自動車が開発した自動車用のオートマチックトランスミッション（AT）を中心としたシステムの名称である。
世界初の電子制御式自動5速トランスミッションで、変速機のみではなく、オートクルーズ機能や、坂道発進補助装置 (Hill.Start.Aid) などの機構も含まれる。
1983年の夏頃に概要が発表され、1984年9月に同社の乗用車である初代アスカに初めて搭載されて市販された。のちに同社の2代目ジェミニや4代目エルフ、キュービックにも搭載された。
NAVi-5の技術は、のちに同社のトラック用電子制御トランスミッションであるスムーサーへ発展し、スムーサーEは小型トラックのエルフ (ELF)、スムーサーFは中型トラックのフォワード (FORWARD)、スムーサーGは大型トラックのギガ (GIGA) にそれぞれ搭載された。

## 概要

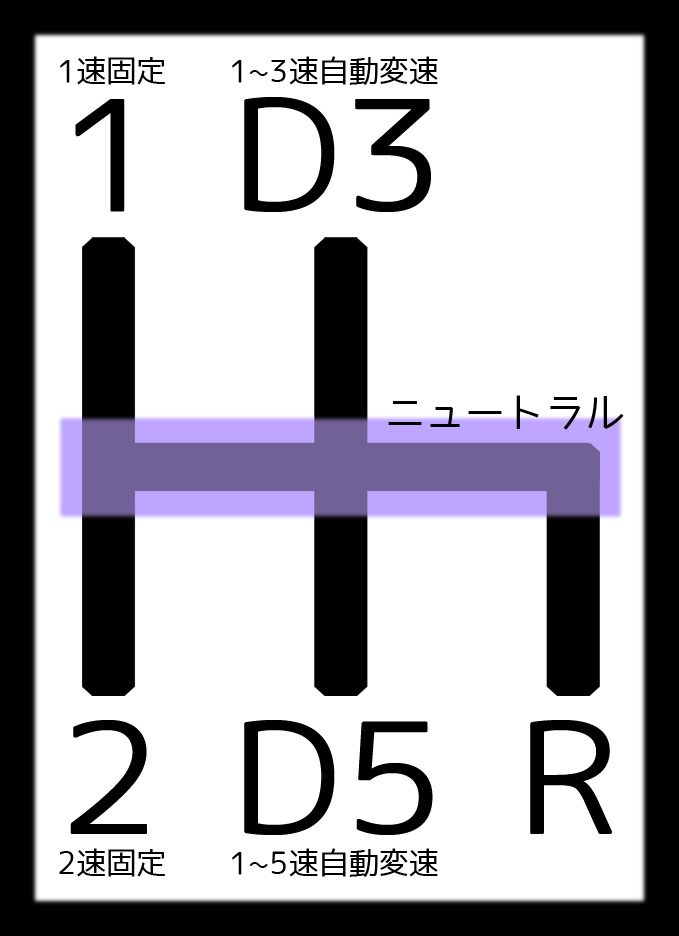
シフトパターン図
(D4レンジ追加前)

NAVi-5の機構はトルクコンバータとプラネタリーギアを用いた一般的なATとは全く異なり、マニュアルトランスミッション（MT）と基本的に同じクラッチと変速機を、コンピュータが機械的に制御して自動変速するオートメイテッドマニュアルトランスミッション（AMT）となっている。クラッチの断続と変速操作は油圧アクチュエータが担い、アクセルペダルの踏み込み量、スロットル開度、エンジン回転数、走行速度などからコンピュータが最適なギアを選択する。というのが自動変速機としての基本的なシステムである。スロットル制御はドライブ・バイ・ワイヤとなっている。
これらのエンジン、スロットル、ギア、ブレーキなどの統合制御を用いていたことから、それを利用してクルーズコントロール機構を比較的容易に設定する事ができ、NAVi-5搭載車には当時、一般的には高級車にしか装備されていなかったクルーズコントロールが標準で搭載されていた。
シフトレバーは、一般的なATの直線的なゲートとは異なり、手動変速での運転を楽しめるように4速MT様のシフトパターンを持つ。ポジションは
- ｢1｣(4M/Tの1速の位置)：1速固定
- ｢2｣(2速の位置)：2速固定
- ｢D3｣(3速の位置)：1 - 3速自動変速
- ｢D5｣(4速の位置)：1 - 5速自動変速
- ｢R｣(Rの位置)：リバース

である。

その後、初代アスカや2代目ジェミニの最終型では｢D4｣レンジが追加され
- ｢1｣(5M/Tの1速の位置)：1速固定
- ｢2｣(2速の位置)：2速固定
- ｢D3｣(3速の位置)：1 - 3速自動変速
- ｢D4｣(4速の位置)：1 - 4速自動変速
- ｢D5｣(5速の位置)：1 - 5速自動変速
- ｢R｣(Rの位置)：リバース

と、結果として一般的な5速MTと同じシフトパターンとなった。「マニュアルモード」が設定され、各ギアを任意で選ぶ「クラッチレスMT」として走行できるようになった。ただし、コンピュータが危険であると判断した場合はシフトレバーを操作しても実際には変速されない。
トランスミッション本体はMT車と同一で、使用する油脂は一般的なオートマチックトランスミッションフルード (ATF) ではなく、他のいすゞ製乗用車と同じMT車用のミッションオイルである。しかし変速制御系の油圧回路には、BESCO NAVi5と呼ばれる専用油脂が用いられた。この油脂は元々は油温による特性変化の少ない航空機作動油であり、変速速度が油温で変化しないようにするための策であった。そのためATF販売メーカーによっては、NAVi-5フルードが航空機作動油であることを明記した上で、絶対にATFの注入は行わないよう注意している例が見られる。
2019年現在、NAVI-5の油圧回路へ使用可能なオイルの名称はBESCO TILT UP OILである。

## 開発の経緯と背景
NAVi-5の開発は、「カメラやオーディオなど生活の隅々にまで進出しているコンピュータを、クルマの走りや味わいに生かす事はできないだろうか」という一人のエンジニアの素朴な夢から始まったといわれる。休み時間の雑談で若いエンジニアたちの共感を呼び、プロジェクトはスタートした。ただし、この時点では具体的に何を研究、開発するかは決まっていなかったというが、討議を重ねるうちに「マニュアルトランスミッションの超能力感性ロボット運転」にテーマが収束した。具体的なイメージとしては、人間の感覚、感性を理解したロボットが人間に代わってギアシフト、クラッチ、アクセル操作を行うというものである。
いすゞの藤沢工場にある研究部門で研究がスタートし、廃車寸前の1台のジェミニを譲り受け実験台に用いた。この段階では、クラッチ、ギアシフトを圧搾空気で作動させるべくエアボンベやエアシリンダーを用いた操作系に改造され、メンバーの一人は、3段の折り詰め弁当のごとく巨大なコンピュータユニットを製作し、一方、プログラムの元となる操作ロジックの検討を重ねるメンバーもいた。こうして、開始から6ヶ月程過ぎた頃、実験車は一応完成し、曲がりなりにも走行する事に成功した。
この時点までは、このプロジェクトは会社の正式な業務ではなく、あくまでも「有志による私的な研究」（クラブ活動的な）であり、研究は休み時間や終業後、休日などに行われていたが、走行に成功した頃、休日に工場の敷地内で走行実験をしていた際、たまたま通りかかった社長の目にとまり、半年後にもう一度社長自ら試乗したいとの話となった。これを開発メンバーが上司に伝えたところ、社内でも注目を集め、正式な業務としてのプロジェクトに昇格した。
この背景には、
- いすゞは当時、GMの「グローバルカー（世界戦略車）構想」に参加しており、Jカー（いすゞ版は初代アスカ）の開発ではマニュアルトランスミッションの開発と製造を担当し、世界各地で生産されるJカーにMTを供給していたが、このクラスでもAT車比率が高まり、将来的にはMTの需要は減退する事が予想された。
- 日本ではアスカのライバル達のATは高度な多段式（電子制御などを備えた4速AT）に移行しつつあったが、アスカには旧式な3段ATしか無く、しかも、完成度の高い輸入品（GM製）に頼っていた[2]。

などのいすゞ社内の事情があった。後にNAVi-5として結実するMTベースのATにより、低コストで高度な多段式ATを手に入れ、しかもMT需要の減退にも対処できると考えられたため、NAVi-5の開発にゴーサインが出たのである。

## 評価とその後の展開
NAVi-5はトルクコンバータ方式に比べ変速がより直接的であり、動力伝達ロスの減少や燃費の改善などが期待されたが、当時の電子制御技術ではきめの細かい制御ができず、自動変速モードでは多様な運転パターンにうまく対応できない場面もあった。また手動変速モードではレバーの操作と実際に変速されるまでに微妙なタイムラグが生じ、一般的なATのようなクリープ現象が起こらないなど運転には多少の慣れが必要であった。さらに、イルムシャーなどNAVi-5に対応できなかった車種（グレード）もあり、初代アスカ、2代目ジェミニともに、必ずしもすべてのグレードにNAVi-5が設定されていたとは限らなかった。販売期間中の改良もD4レンジとマニュアルモードの追加に留まっている。
販売不振もあって、乗用車では初代アスカと2代目ジェミニ以外では採用されなかった。同時期に販売されていたファーゴ、初代ジェミニ（ディーゼルのみ）、初代ピアッツァ、ビッグホーン、ミューといったFRもしくは4WDレイアウトの車種については、FF用に設計されたNAVi-5を搭載することは物理的に不可能であった。3代目ジェミニと2代目ピアッツァでは、コストを削減することができる電子制御などを備えたジヤトコ製の油圧式4ATが採用されている。
その後、いすゞは乗用車の開発・生産を縮小（最終的には撤退）したため、乗用車用システムとしては発展しなかった。一方でトラック用としては開発が続けられ、エルフに搭載されたものは世界初のダイヤル式セレクタースイッチを採用した。中型車や大型車には発展型のNAVi-6を810やフォワードに搭載した。現在ではスムーサーE・F・Gへと発展的に継承され、12速制御化まで進化を果たしている。
バス用としてはキュービックに採用され、横浜市交通局や京王帝都電鉄（現・京王電鉄バス）など、機械式AT車を好む一部バス事業者に集中的に納入された。当初は油圧駆動であったが、1995年のマイナーチェンジ以降はフィンガーシフトとほぼ同一構造のエア式となり、2000年の生産終了まで設定されていた。後継のエルガには6速AMTが採用されている。
NAVi-5の生産終了後、乗用車では1990年代よりルノー・トゥインゴがイージーシステム（自動変速機構を持たないクラッチ操作のみ自動化されたAMT）を採用したのを皮切りに、フェラーリ・F355のF1システム、BMW・M3といったハイパフォーマンスカーに乾式クラッチ式AMTが搭載され始める。2000年代後半には、欧州車を中心として乾式クラッチ式のAT（DCTなど）が広がりを見せた。
NAVi-5以降の日本製乗用車への目立った搭載はなかったが、トヨタ・MR-SにBOSCH製のAMT制御機構が採用され、2010年代にはスズキが簡素化した同様のマニエッティ・マレリ製AMT「AGS」を軽自動車に搭載するなど、類似のトランスミッションを採用する事例がみられた。